# 춘천 근화동 당간지주
춘천 근화동 당간지주(春川 槿花洞 幢竿支柱)는 대한민국 강원특별자치도 춘천시에 있는, 고려시대의 당간지주이다. 1963년 1월 21일 대한민국의 보물 제76호로 지정되었다.

## 개요
당간지주는 사찰 입구에 세워두는 것으로, 절에 행사가 있을 때 이 곳에 당이라는 깃발을 달아 두는데, 이 깃발을 걸어두는 길쭉한 장대를 당간이라 하고 당간의 양 쪽에 서서 이를 버티어 주는 두 돌기둥을 당간지주라 한다.
춘천시내에서 의암호를 따라 춘천역으로 돌아가는 도로 옆에 세워져 있는 이 당간지주는 아무런 꾸밈새가 없는 간결한 형태이다. 마주 보고 있는 두 기둥 사이에는 2단으로 이루어진 당간의 받침돌이 놓여져 있는데, 아랫단은 둥근조각이 있고, 윗단은 16잎의 연꽃조각이 돌려져 있다. 기둥의 꼭대기는 반원형을 이루고 있고, 한 곳에만 깃대를 고정시켰던 홈의 흔적이 남아 있다. 돌을 다듬은 기법이나 연꽃잎을 새긴 수법으로 보아 고려 중기의 작품으로 추정된다.

## 참고 자료
- 춘천 근화동 당간지주 - 국가유산청 국가유산포털
- 한국저작권위원회 공유마당에 있는 사진[깨진 링크(과거 내용 찾기)]